# Institut de la statistique du Québec
Pour les articles homonymes, voir ISQ.
L'Institut de la statistique du Québec (ISQ), également désigné sous le nom de Statistique Québec, est l'institut national de la statistique québécois.

## Historique
L'Institut a été constitué le 14 octobre 1998 lors de l'entrée en vigueur partielle de la Loi sur l'Institut de la statistique du Québec adoptée le 19 juin 1998,.
Le 1er avril 1999 le reste de la loi entre en vigueur avec le regroupement de quatre unités administratives dans l'Institut: 
- Le Bureau de la statistique du Québec ;
- L'Institut de recherche et d'information sur la rémunération (IRIR) ;
- Santé Québec[note 1];
- Le Centre de recherche en statistique sur le marché du travail (CRSMT) qui est une division du ministère du Travail en charge de l'enquête sur la rémunération globale.

L'organisme relève du ministre des Finances du Québec. Son siège social est situé à Québec, et l'Institut est doté de bureaux à Montréal.
La décision de fondre l'IRIR dans un organisme unique dirigé par le gouvernement du Québec est critiquée par le député libéral de Verdun Henri-François Gautrin au prétexte que l'IRIR avait justement été doté à sa création en 1985 d'une indépendance par rapport au gouvernement afin d'asseoir sa crédibilité dans la fourniture d'informations utiles aux négociations salariales.

## Mission
En vertu de sa loi constitutive:

« L'Institut a pour mission de fournir des informations statistiques qui soient fiables et objectives sur la situation du Québec quant à tous les aspects de la société québécoise pour lesquels de telles informations sont pertinentes.
L'Institut constitue le lieu privilégié de production et de diffusion de l'information statistique pour les ministères et organismes du gouvernement, sauf à l'égard d'une telle information que ceux-ci produisent à des fins administratives. Il est le responsable de la réalisation de toutes les enquêtes statistiques d'intérêt général. »

— article 2
La loi précise au sujet des statistiques démographiques :

« L'Institut établit et tient à jour le bilan démographique du Québec. 
À cette fin, il recueille et compile les données notamment sur les naissances, les mariages, les décès, l'immigration et l'émigration. 
Il procède en outre, annuellement, à une estimation de la population des municipalités. »

— article 3
La loi précise aussi les responsabilités de l'Institut au sujet des données de rémunération globale :

« L'Institut informe le public de l'état et de l'évolution comparés de la rémunération globale des salariés régis par une convention collective du gouvernement, des centres de services scolaires, des commissions scolaires, des collèges et des établissements d'une part et de la rémunération globale des autres salariés québécois de toute catégorie qu'il détermine d'autre part. »

— Article 4
L'Institut a également le mandat de gérer l'accès aux données administratives des ministères et organismes du Québec à des fins de recherche.

## Organisation

### Statisticien en chef
L'Institut est dirigé par le Statisticien en chef du Québec.
- Depuis le 14 février 2022 : Simon Bergeron[10]
- Du 3 avril 2018  au 11 février 2022 : Daniel Lucian Florea[11]

### Structure administrative
- Secrétariat général et Affaires juridiques
- Secteur de la méthodologie, de la démographie et de l’accès aux données
- Direction générale des statistiques et de l’analyse économiques
- Direction générale des statistiques et de l’analyse sociales
- Direction générale des services de soutien à la production statistique
- Direction des ressources financières et matérielles
- Direction des ressources humaines

### Principaux produits
- Vitrine statistique sur les jeunes de 15 à 29 ans
- Vitrine statistique sur l'égalité entre les femmes et les hommes
- Vitrine statistique sur le développement durable
- Panorama des régions du Québec
- Étude longitudinale du développement des enfants du Québec
- Le Québec chiffres en main
- Le bilan démographique du Québec
- Répertoire des divisions territoriales du Québec[12]
- Banque de données Léo-Ernest Ouimet[13]